# Orde del Mèrit Policial
L'Orde al Mèrit Policial és una distinció espanyola creada, inicialment només com a medalla, en 1943 per oferir una recompensa especial als membres de la policia. Actualment s'atorga en quatre categories: Medalla d'Or, Medalla de Plata, Creu amb distintiu vermell i Creu amb distintiu blanc. Totes elles excepte la Creu amb distintiu blanc porten aparellades pensions annexes en el salari del policia.

## Creació, disseny i categories
Aquesta ordre es va crear mitjançant decret de 18 de juny de 1943, amb l'objectiu de disposar d'una manera de premiar als policies per les seves accions destacades, tant en la forma de "serveis extraordinaris practicats" com en la de "treballs o estudis d'excel·lent interès científic o de tècnica professional".
La creació de la medalla es va elevar a rang de llei el 15 de maig de 1945 i es va estendre la pensió corresponent a familiars immediats en cas que el condecorat ho anés per mort en acte de servei.
Inicialment la medalla s'atorgava en tres categories: or, plata i bronze, però la llei 5/1964, de 29 d'abril, a més de precisar les causes que podrien originar la concessió de les dues primeres categories, va eliminar l'última. En el seu lloc es van crear les categories de Creu amb distintiu vermell i Creu amb distintiu blanc.

### Medalles
El disseny de les medalles es va establir en 1945, sobre la base de dues dels treballs presentats al concurs públic convocat. El model adoptat va ser un cercle de 40 mm amb un anvers on es representa el "sacrifici pel servei sota la tutela de l'Àngel de la Guarda" amb la inscripció "Al mèrit policial". En el revers una espasa que representa la Justícia amb el lema "Servei-Sacrifici". La medalla penja d'una cinta verda amb els colors de la bandera d'Espanya a les vores. La cinta porta un passador amb el metall corresponent (or o plata) en el qual va inscrit l'any de la concessió. En la versió que portava acompanyada pensió en la cinta apareixia una franja blanca longitudinal.

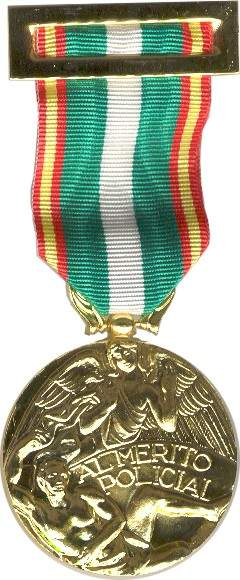
Medalla d'Or, anvers
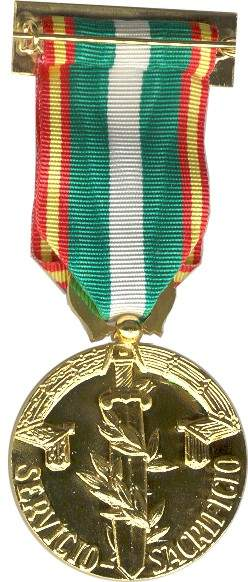
Medalla d'Or, revers
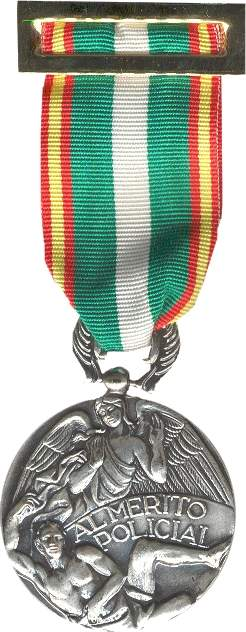
Medalla de Plata, anvers
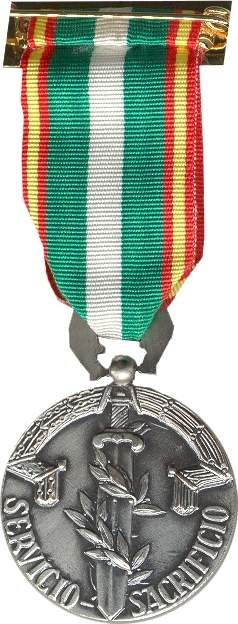
Medalla de Plata, revers
Medalla d'Or, passador
Medalla de Plata, passador

### Creus
La llei de 1964 que va crear la Creu va especificar també el seu disseny, que té "una longitud total de 4,5 cm i constitueix un octògon regular de 8 mm de costat. Al centre, sobre esmalt daurat, una espasa esmaltada en blanc i adornada de llorer. Els braços, en la superfície interior estaran esmaltats en vermell o en blanc segons la classe, i al centre, d'esquerra a dreta es llegirà: «Al Mèrit Policial» ".

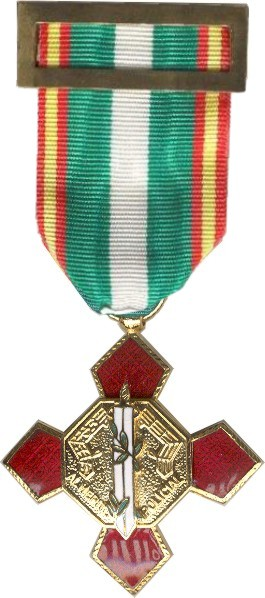
Creu amb Distintiu Roig
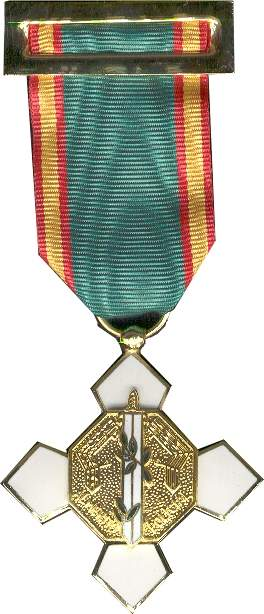
Creu amb Distintiu Blanc
Creu amb Distintiu Roig, passador
Creu amb Distintiu Blanc, passador

Aquesta llei també va associar a totes les categories recompensa econòmica, excepte a la Creu amb distintiu blanc, mitjançant pensió annexa a la distinció, proporcional al sou. La pensió, en principi, només la rebrien els condecorats pertanyents als cossos i forces de seguretat de l'estat, ja que des de la seva creació la condecoració podia ser atorgada també, excepcionalment, a persones alienes a la policia "per la seva decisiva col·laboració […] o quan […] practiquin actes de rellevant importància en […] la defensa de l'ordre, de la propietat i de les persones, o per altres importants motius".

## Motius per a la concessió
En aquesta llei de 1964 es van concretar també els motius per a la concessió de les diferents categories:
- Medalla d'Or o de Plata:
  - mort, mutilació o ferides greus amb conseqüències permanents, en acte de servei o per causa d'ell (excepte accident, imperícia o imprudència)
  - dirigir o realitzar un servei de transcendental importància amb prestigi per al Cos i amb manifestació d'excepcionals qualitats
  - actuació exemplar i extraordinària, amb destacat valor, capacitat o eficàcia reiterada en el compliment d'importants serveis amb prestigi per al Cos
  - en general, fets anàlegs que encara sense ajustar-se per complet a les exigències anteriors, ho mereixin per mèrits extraordinaris

- Creu amb distintiu roig:
  - ferit en acte de servei o per causa d'ell (excepte accident, imperícia o imprudència)
  - tres o més serveis en els quals intervingui agressió amb armes, encara sense resultar ferit
  - fet abnegat o que manifesti alt valor, en circumstàncies de perill per a la seva persona, amb utilitat per al servei o prestigi per al Cos
  - conducta que mereixi especial recompensa per fets distingits i extraordinaris amb risc palès o perill personal

- Creu amb distintiu blanc:
  - fet que evidenciï alt patriotisme o lleialtat, amb prestigi per al Cos o utilitat per al servei
  - sobresortir en el compliment de l'haver d'o realitzar destacats treballs o estudis científics amb utilitat per al servei o prestigi per al Cos
  - en general, actes anàlegs als descrits amb prestigi per al Cos o utilitat per al servei

## Actualitat
En 1995 es van regularitzar les quanties de les pensions annexes a les diferents distincions, perquè els canvis en les categories retributives i la creació del Cos Nacional de Policia per la fusió dels cossos anteriors generaven dubtes en la interpretació de l'actualització de les pensions.
Avui dia aquestes recompenses es lliuren durant les celebracions del sant patró del Cos Nacional de Policia, els àngels custodis, i no estan exemptes de polèmica doncs a vegades s'han qüestionat tant les concessions com la seva tramitació. En 2014 la polèmica deslligada per la concessió de la medalla d'or al mèrit policial a Nuestra Señora María Santísima del Amor va arribar fins als tribunals quan l'associació Europa Laica va presentar un contenciós per "haver-se concedit una distinció a una figura religiosa, que no és persona ni per tant té entitat jurídica ni és ni pot ser subjecte de drets i obligacions".
A tots els recompensats se'ls considera membres de l'Orde del Mèrit Policial.